# Paul Tawat Singsa
Paul Tawat Singsa (thailändisch พอล ธวัช สิงห์สา; * 13. März 1966 in Ban Mi, Zentralthailand) ist ein thailändischer Geistlicher und römisch-katholischer Bischof von Nakhon Sawan.

## Leben
Paul Tawat Singsa studierte Philosophie und Theologie am Lux Mundi College in Sampran und empfing am 24. Oktober 1992 das Sakrament der Priesterweihe für das Bistum Nakhon Sawan.
Nach der Priesterweihe war er bis 1999 für die Evangelisierung und die Arbeit mit der Volksgruppe der Karen im Norden des Bistums Nakhon Sawan verantwortlich. Daneben war er Direktor des Diocesan Action Center – Charity Work in Maeramat. Von 1999 bis 2005 studierte er an der Päpstlichen Universität Urbaniana in Rom, an der er das Lizenziat in Missionswissenschaft erwarb, sowie an der Silpakorn-Universität in Bangkok, an der er in Philosophie promoviert wurde. Von 2005 bis 2011 war er Pfarrer und Schulleiter in Maesod. Von 2012 bis 2019 lehrte er am Nationalseminar Lux Mundi in Sampran. Ab 2020 war er Pfarrer und Schulleiter in Ban Mi.
Papst Franziskus ernannte ihn am 13. Februar 2024 zum Bischof von Nakhon Sawan. Der Erzbischof von Bangkok, Francis Xavier Kriengsak Kardinal Kovitvanit, spendete ihm am 23. März desselben Jahres in der Kathedrale St Anna in Nakhon Sawan die Bischofsweihe. Mitkonsekratoren waren der Apostolische Nuntius in Thailand, Erzbischof Peter Bryan Wells, und sein Amtsvorgänger Joseph Pibul Visitnondachai.